# Suorsakallio
Suorsakallio är en ö i Finland. Den ligger i sjön Eteläinen Edesjärvi och i kommunen Alavo i den ekonomiska regionen  Kuusiokunnat  och landskapet Södra Österbotten, i den sydvästra delen av landet, 270 km norr om huvudstaden Helsingfors. Öns största längd är 10 meter i sydväst-nordöstlig riktning.